# Liste der Kulturdenkmale in Höpfingen
In der Liste der Kulturdenkmale in Höpfingen sind unbewegliche Bau- und Kunstdenkmale aller Gemeindeteile von Höpfingen (Baden-Württemberg) aufgeführt. Grundlage für diese Liste ist die vom Regierungspräsidium Karlsruhe herausgegebene Liste der Bau- und Kunstdenkmale mit Stand vom 15. Februar 2012.
Diese Liste ist nicht rechtsverbindlich. Eine rechtsverbindliche Auskunft ist lediglich auf Anfrage bei der Unteren Denkmalschutzbehörde der Gemeinde Höpfingen erhältlich.

## Allgemein
- Bild: Zeigt ein ausgewähltes Bild aus Commons, „Weitere Bilder“ verweist auf die Bilder im Medienarchiv Wikimedia Commons.
- Bezeichnung: Nennt den Namen, die Bezeichnung oder die Art des Kulturdenkmals.
- Lage: Straßenname und Hausnummer oder Flurstücknummer des Kulturdenkmals, gegebenenfalls auch den Ortsteil. Die Grundsortierung der Liste erfolgt nach dieser Adresse. Der Link (Karte) führt zu verschiedenen Kartendiensten mit der Position des Kulturdenkmals. Fehlt dieser Link, wurden die Koordinaten noch nicht eingetragen. Sind diese bekannt, können sie über ein Tool mit einer Kartenansicht einfach nachgetragen werden. In dieser Kartenansicht sind Kulturdenkmale ohne Koordinaten mit einem roten bzw. orangen Marker dargestellt und können durch Verschieben auf die richtige Position in der Karte mit Koordinaten versehen werden. Kulturdenkmale ohne Bild sind an einem blauen bzw. roten Marker erkennbar.
- Datierung: Baubeginn, Fertigstellung, Datum der Erstnennung oder grobe zeitliche Einordnung entsprechend des Eintrags in der zuständigen Denkmaldatenbank (Landesamt für Denkmalpflege Baden-Württemberg).
- Beschreibung: Kurzcharakteristik des Kulturdenkmals.

## Kulturdenkmale der Gemeinde Höpfingen

### Höpfingen
Bau-, Kunst- und Kulturdenkmale in Höpfingen:

| Bild           | Bezeichnung                                  | Lage                               | Datierung       | Beschreibung | ID |
| -------------- | -------------------------------------------- | ---------------------------------- | --------------- | --- | -- |
| Weitere Bilder | St.-Ägidius-Kirche                           | Kirchenstraße (Karte)              | 1906–1908       | römisch-katholische Kirche, 1906 und 1908 nach den Plänen von Ludwig Maier im neugotischen Stil erbaut |    |
|                | Kriegerdenkmal Höpfingen                     | Heidelberger Str. (Karte)          |                 | Denkmal der im Krieg gefallenen |    |
|                | Vertriebenenkreuz                            | Heidelberger Str. (Karte)          | 1954            | Vertriebenenkreuz inmitten des Höpfinger Friedhofs |    |
|                | Schwedenkreuz                                | (Karte)                            | ca. 15./16. Jh. | Der Volksmund nennt es "Schwedenkreuz". Die Schweden hausten nach 1632 auch in Höpfingen. Auf ihrem Marsch nach Hardheim hätten sie einen Höpfinger Bürger mitgenommen und im Wiesendistrikt Heidlein erschossen. Gute Menschen hätten nun hier dem Schwedenopfer ein Denkmal gesetzt in Form eines Steinkreuzes. |    |
|                | Altes Rathaus                                | Am Plan 1 (Karte)                  |                 | Bis 1978 das Höpfinger Rathaus |    |
|                | Schnapsbrennerbrunnen (Narrenbrunnen)        | Am Plan 1 (Karte)                  | 2007            | Symbolisiert die Tradition des Schnapsbrennens vor Ort |    |
|                | Heimatmuseum Höpfingen (Königheimer Höflein) | Zehntgasse (Karte)                 | 1617            | Erbaut vor über 300 Jahren vom reichsten Bürger Höpfingens. Damals vermutlich das prächtigste Haus des Ortes. Seit 2001 das Domizil des Heimatmuseums. Das alte Hofgut liegt heute mitten im Ort und ist das älteste vollständig erhaltene Haus in Höpfingen. Das Museum erstreckt sich nur über die rechte Haushälfte (deutlich erkennbar am grünen Anstrich des Verputzes), die linke Haushälfte wird auch noch heute von den Nachfahren des einstigen Erbauers bewohnt. |    |
|                | Maria bitte für uns Kapelle                  | Bretzinger Steige                  | 1876–1965       | Wegkapelle |    |
|                | Marienstatue                                 | (Karte)                            |                 | Bildstock |    |
|                | Bildstock                                    | (Karte)                            |                 | Inschrift nicht mehr erkennbar |    |
|                | Ehrensagung Nothelfer                        | Hardheimer Str. (Karte)            | 1808            | Zu Ehren der Nothelfer |    |
|                | Bildstock                                    | Heidelberger Str. (Karte)          | 1854            | Bildstock |    |
|                | Bildstock                                    | Waldstetter Str. (Karte)           |                 | Bildstock |    |
|                | Veldes-Kreuz                                 | B27 (Karte)                        | 2000            | Das Veldes-Kreuz wurde von Lina Schröder und Erna Peters dem Heimatverein 2000 übereignet und nach der Restaurierung im Jahr 2012 an dieser Stelle neu errichtet. |    |
|                | Das Steinerne Kreuz                          |                                    |                 | |    |
|                | Das Schwarze Kreuz                           |                                    |                 | |    |
|                | Das Zieglers Kreuz                           |                                    |                 | |    |
|                | Das Hochkreuz am Walldürner Weg              | Walldürner Weg                     |                 | |    |
|                | Das Missionskreuz                            |                                    |                 | |    |
|                | Das Kreuz südlich am Steinbruch              | Waldstetter Straße                 |                 | |    |
|                | Das Kreuz beim Schlempertshof                | Höpfingen (Schlempertshof) (Karte) |                 | |    |
|                | Das Kreuz am Rank                            | Am Rank                            |                 | |    |
|                | Das Kreuz in der Zwetschgenanlage            |                                    |                 | |    |
|                | Das Bill                                     | Billgarten                         |                 | |    |
|                | Das Talmüllers Bill                          |                                    |                 | |    |
|                | Das Simen-Antonis-Bill                       |                                    |                 | |    |
|                | Bildstock                                    | Am Mantelsgraben                   |                 | |    |
|                | Bildstock im Kitzental                       |                                    |                 | |    |
|                | Heilig-Blut-Bild                             | Walldürner Weg                     |                 | |    |
|                | Heilig-Blut-Bild                             | Fußgängerzone                      |                 | |    |
|                |                                              | Straße zum Schlempertshof          |                 | |    |
|                | Familienbild                                 | Waldstetter Straße                 |                 | |    |
|                | Familienbild                                 | Im Museum                          |                 | |    |

### Waldstetten
Bau-, Kunst- und Kulturdenkmale in Waldstetten:

| Bild | Bezeichnung         | Lage                  | Datierung | Beschreibung | ID |
| ---- | ------------------- | --------------------- | --------- | --- | -- |
|      | St.-Justinus-Kirche | Am Hofacker 6 (Karte) | 1710      | Die römisch-katholische St.-Justinus-Kirche wurde 1710 als kleine Barockkirche gebaut und 1874 neobarock erweitert |    |